# Кызылжар (городская администрация Аксу)
Кызылжар (каз. Қызылжар) — село в Павлодарской области Казахстана. Расположено в 45 км к северо-западу от Павлодара и в 55 км к северо-западу от Аксу. Находится в подчинении городской администрации Аксу. Административный центр Кызылжарского сельского округа. Код КАТО — 551659100.

## История
Кызылжар был центральной усадьбой совхоза «Кызылжарский», организованного в 1962 году на базе части земель совхозов имени Калинина и «Жолкудук». В 1969 году совхоз «Кызылжарский» был реорганизован в совхоз мясо-молочного направления с выделением из него созданной в 1960-е годы Кызылжарской птицефабрики в самостоятельное хозяйство.

## Население
В 1985 году в селе жили 2027 человек, 1999 году население села составляло 2257 человек (1084 мужчины и 1173 женщины). По данным переписи 2009 года, в селе проживало 2030 человек (975 мужчин и 1055 женщин).